# کان والش
کان والش (انگلیسی: Con Walsh; ۲۴ آوریل ۱۸۸۵ – ۷ دسامبر ۱۹۶۱) پرتاب‌گر چکش اهل کانادا بود.